# Super League 2010-2011
La Super League 2010-2011 è stata la 114ª edizione della massima divisione del campionato svizzero di calcio, nonché 8ª edizione della Super League. È iniziata il 17 luglio 2010 e si è conclusa il 25 maggio 2011. Il Basilea ha vinto il titolo per la 14ª volta, la seconda consecutiva.

## Novità
Il Thun, vincitore della Challenge League 2009-2010, è stato promosso al posto dell'Aarau, ultimo nella stagione precedente.

## Squadre partecipanti
| Club            | Stagione | Città      | Stadio            | Stagione precedente          |
| --------------- | -------- | ---------- | ----------------- | ---------------------------- |
| Basilea         | dettagli | Basilea    | St. Jakob-Park    | Campione di Svizzera         |
| Bellinzona      | dettagli | Bellinzona | Stadio Comunale   | 9º posto in Super League     |
| Grasshoppers    | dettagli | Zurigo     | Stadio Letzigrund | 3º posto in Super League     |
| Lucerna         | dettagli | Emmen      | Stadion Gersag    | 4º posto in Super League     |
| Neuchâtel Xamax | dettagli | Neuchâtel  | La Maladière      | 8º posto in Super League     |
| San Gallo       | dettagli | San Gallo  | AFG Arena         | 6º posto in Super League     |
| Sion            | dettagli | Sion       | Stade Tourbillon  | 5º posto in Super League     |
| Thun            | dettagli | Thun       | Lachenstadion     | 1º posto in Challenge League |
| Young Boys      | dettagli | Berna      | Stade de Suisse   | 2º posto in Super League     |
| Zurigo          | dettagli | Zurigo     | Stadio Letzigrund | 7º posto in Super League     |

## Allenatori e primatisti
| Squadra         | Allenatore                                                                                             | Giocatore più presente (tra parentesi il numero delle presenze)              | Capocannoniere (tra parentesi il numero dei gol segnati) |
| --------------- | --- | ---------------------------------------------------------------------------- | -------------------------------------------------------- |
| Basilea         | Thorsten Fink                                                                                          | Alexander Frei (35)                                                          | Alexander Frei (27)                                      |
| Bellinzona      | Roberto Morinini (1ª-25ª) Carlo Tebi (26ª-35ª) Martin Andermatt (36ª)                                  | Frank Feltscher (34)                                                         | Mauro Lustrinelli (14)                                   |
| Grasshoppers    | Ciriaco Sforza                                                                                         | Guillermo Vallori (35)                                                       | Innocent Emeghara (9)                                    |
| Lucerna         | Rolf Fringer (1ª-31ª) Christian Brand (32ª-36ª)                                                        | Daniel Gygax (35) Michel Renggli (35) David Zibung (35) Nelson Ferreira (35) | Hakan Yakın (12)                                         |
| Neuchatel Xamax | Jean-Michel Aeby (1ª-6ª) Radu Nunweiler (7ª) Didier Olle-Nicolle (8ª-33ª) Bernard Challandes (34ª-36ª) | Frédéric Page (35)                                                           | Raphaël Nuzzolo (7) Gerard Gohou (7)                     |
| San Gallo       | Ulrich Forte (1ª-22ª) Roger Zürcher (23ª) Jeff Saibene (24ª-36ª)                                       | Lukas Schenkel (35)                                                          | Fabian Frei (7)                                          |
| Sion            | Bernard Challandes (1ª-21ª) Laurent Roussey (22ª-36ª)                                                  | Arnaud Bühler (35)                                                           | Giovanni Sio (10)                                        |
| Thun            | Murat Yakın                                                                                            | David Da Costa (35)                                                          | Nick Proschwitz (8)                                      |
| Young Boys      | Vladimir Petković (1ª-32ª) Erminio Piserchia (33ª-36ª)                                                 | Marco Wölfli (35)                                                            | Henri Bienvenu (16)                                      |
| Zurigo          | Urs Fischer                                                                                            | Dušan Đurić (33) Admir Mehmedi (33)                                          | Alexandre Alphonse (10) Admir Mehmedi (10)               |

## Classifica finale
|  | Pos. | Squadra         | Pt | G  | V  | N  | P  | GF | GS | DR  |
|  | ---- | --------------- | -- | -- | -- | -- | -- | -- | -- | --- |
|  | 1.   | Basilea         | 73 | 36 | 21 | 10 | 5  | 76 | 44 | +32 |
|  | 2.   | Zurigo          | 72 | 36 | 21 | 9  | 6  | 74 | 44 | +30 |
|  | 3.   | Young Boys      | 57 | 36 | 15 | 12 | 9  | 65 | 50 | +15 |
|  | 4.   | Sion            | 54 | 36 | 15 | 9  | 12 | 47 | 36 | +11 |
|  | 5.   | Thun            | 49 | 36 | 11 | 16 | 9  | 48 | 43 | +5  |
|  | 6.   | Lucerna         | 48 | 36 | 13 | 9  | 14 | 62 | 57 | +5  |
|  | 7.   | Grasshoppers    | 41 | 36 | 10 | 11 | 15 | 45 | 54 | -11 |
|  | 8.   | Neuchâtel Xamax | 32 | 36 | 8  | 8  | 20 | 44 | 67 | -23 |
|  | 9.   | Bellinzona      | 32 | 36 | 7  | 11 | 18 | 44 | 78 | -34 |
|  | 10.  | San Gallo       | 31 | 36 | 8  | 7  | 21 | 34 | 67 | -33 |

Legenda:
      Campione di Svizzera e ammessa alla UEFA Champions League 2011-2012.
      Ammessa alla UEFA Champions League 2011-2012.
      Ammesse alla UEFA Europa League 2011-2012.
      Retrocessa in Challenge League 2011-2012 dopo lo spareggio promozione-retrocessione.
      Retrocessa in Challenge League 2011-2012.
Regolamento:
Tre punti a vittoria, uno a pareggio, zero a sconfitta.
In caso di arrivo di due o più squadre a pari punti, la graduatoria finale verrà stilata secondo la classifica avulsa tra le squadre interessate che prevede, in ordine, i seguenti criteri:
- Punti negli scontri diretti
- Differenza reti negli scontri diretti
- Differenza reti generale
- Reti realizzate in generale
- Sorteggio

## Risultati

### Prima fase
|                 | BAS  | BEL  | GRA  | LUC  | NEU  | SAN  | SIO  | THU  | YOU  | ZUR  |
| --------------- | ---- | ---- | ---- | ---- | ---- | ---- | ---- | ---- | ---- | ---- |
| Basilea         | –––– | 3-1  | 2-2  | 1-4  | 4-1  | 3-0  | 1-1  | 1-3  | 3-1  | 3-2  |
| Bellinzona      | 1-0  | –––– | 1-1  | 0-3  | 3-3  | 1-3  | 0-2  | 2-2  | 2-1  | 1-2  |
| Grasshoppers    | 2-1  | 2-3  | –––– | 0-3  | 1-1  | 2-0  | 0-4  | 0-0  | 1-2  | 1-2  |
| Lucerna         | 1-1  | 6-2  | 3-2  | –––– | 4-2  | 4-0  | 2-3  | 1-1  | 2-0  | 1-1  |
| Neuchatel Xamax | 1-2  | 1-2  | 1-1  | 2-1  | –––– | 0-1  | 0-3  | 2-3  | 2-4  | 3-4  |
| San Gallo       | 1-3  | 3-2  | 1-2  | 1-2  | 0-2  | –––– | 1-1  | 2-1  | 1-2  | 0-3  |
| Sion            | 1-2  | 1-1  | 2-0  | 4-1  | 1-2  | 0-2  | –––– | 1-1  | 2-0  | 1-1  |
| Thun            | 1-1  | 0-0  | 2-2  | 1-1  | 1-2  | 3-0  | 1-0  | –––– | 1-1  | 1-3  |
| Young Boys      | 2-2  | 1-1  | 1-0  | 1-1  | 0-1  | 1-1  | 2-1  | 2-2  | –––– | 1-0  |
| Zurigo          | 1-4  | 2-2  | 2-0  | 2-2  | 3-1  | 3-1  | 1-1  | 0-0  | 2-2  | –––– |

### Seconda fase
|                 | BAS  | BEL  | GRA  | LUC  | NEU  | SAN  | SIO  | THU  | YOU  | ZUR  |
| --------------- | ---- | ---- | ---- | ---- | ---- | ---- | ---- | ---- | ---- | ---- |
| Basilea         | –––– | 2-0  | 2-2  | 3-0  | 1-0  | 3-0  | 1-0  | 5-1  | 2-1  | 3-1  |
| Bellinzona      | 0-4  | –––– | 2-0  | 2-0  | 1-1  | 1-3  | 2-2  | 1-1  | 1-5  | 0-1  |
| Grasshoppers    | 1-2  | 2-2  | –––– | 2-1  | 3-1  | 1-3  | 2-0  | 0-0  | 3-2  | 3-1  |
| Lucerna         | 0-1  | 3-2  | 1-0  | –––– | 2-1  | 1-1  | 0-1  | 0-1  | 1-1  | 0-5  |
| Neuchatel Xamax | 2-2  | 1-2  | 0-0  | 2-1  | –––– | 2-1  | 1-0  | 1-4  | 1-2  | 1-2  |
| San Gallo       | 0-0  | 1-0  | 1-4  | 0-4  | 1-1  | –––– | 0-1  | 0-1  | 0-2  | 2-2  |
| Sion            | 3-0  | 1-0  | 2-0  | 3-2  | 0-0  | 2-0  | –––– | 1-0  | 0-2  | 0-2  |
| Thun            | 2-3  | 3-1  | 0-1  | 3-3  | 1-0  | 0-0  | 3-1  | –––– | 1-1  | 2-3  |
| Young Boys      | 3-3  | 4-0  | 2-2  | 3-1  | 3-2  | 4-2  | 1-1  | 0-1  | –––– | 4-2  |
| Zurigo          | 2-2  | 5-0  | 1-0  | 2-0  | 3-0  | 3-1  | 2-0  | 1-0  | 2-1  | –––– |

## Spareggio promozione-retrocessione
Allo spareggio sono ammesse la nona classificata in Super League e la seconda classificata in Challenge League.
|            | Risultati |            | Luogo e data               |
| ---------- | --------- | ---------- | -------------------------- |
| Bellinzona | 1 - 0     | Servette   | Bellinzona, 28 maggio 2011 |
| Servette   | 3 - 1     | Bellinzona | Ginevra, 31 maggio 2011    |
|            |           |            |                            |

## Statistiche

### Squadre

#### Capoliste solitarie
|    | ——      | ——      | ——      | ——      | ——      | ——      | ——      | ——      | ——      | ——      | ——      | ——      | ——      | ——      | ——  | ——  | ——      | ——      | ——      | ——      | ——      | ——      | ——      | ——      | ——      | ——      | ——      | ——      | ——      | ——     | ——  | ——  | ——      | ——      | ——      | —— |  |
|    | Basilea | Basilea | Basilea | Lucerna | Lucerna | Lucerna | Lucerna | Lucerna | Lucerna | Lucerna | Lucerna | Basilea | Basilea | Lucerna |     |     | Lucerna | Basilea | Basilea | Basilea | Basilea | Basilea | Basilea | Basilea | Basilea | Basilea | Basilea | Basilea | Basilea | Zurigo |     |     | Basilea | Basilea | Basilea |    |  |
|    |         |         |         |         |         |         |         |         |         |         |         |         |         |         |     |     |         |         |         |         |         |         |         |         |         |         |         |         |         |        |     |     |         |         |         |    |  |
|    |         |         |         |         |         |         |         |         |         |         |         |         |         |         |     |     |         |         |         |         |         |         |         |         |         |         |         |         |         |        |     |     |         |         |         |    |  |
| 1ª | 2ª      | 3ª      | 4ª      | 5ª      | 6ª      | 7ª      | 8ª      | 9ª      | 10ª     | 11ª     | 12ª     | 13ª     | 14ª     | 15ª     | 16ª | 17ª | 18ª     | 19ª     | 20ª     | 21ª     | 22ª     | 23ª     | 24ª     | 25ª     | 26ª     | 27ª     | 28ª     | 29ª     | 30ª     | 31ª    | 32ª | 33ª | 34ª     | 35ª     | 36ª     |    |  |

#### Classifica in divenire
|                 | 1ª | 2ª | 3ª | 4ª | 5ª | 6ª | 7ª | 8ª | 9ª | 10ª | 11ª | 12ª | 13ª | 14ª | 15ª | 16ª | 17ª | 18ª | 19ª | 20ª | 21ª | 22ª | 23ª | 24ª | 25ª | 26ª | 27ª | 28ª | 29ª | 30ª | 31ª | 32ª | 33ª | 34ª | 35ª | 36ª |
| --------------- | -- | -- | -- | -- | -- | -- | -- | -- | -- | --- | --- | --- | --- | --- | --- | --- | --- | --- | --- | --- | --- | --- | --- | --- | --- | --- | --- | --- | --- | --- | --- | --- | --- | --- | --- | --- |
| Bellinzona      | 0  | 0  | 3  | 6  | 7  | 10 | 11 | 11 | 12 | 13  | 13  | 14  | 14  | 14  | 15  | 18  | 18  | 19  | 19  | 19  | 22  | 22  | 25  | 25  | 25  | 26  | 27  | 27  | 28  | 28  | 28  | 28  | 28  | 29  | 29  | 32  |
| Young Boys      | 1  | 2  | 2  | 5  | 5  | 8  | 8  | 9  | 12 | 13  | 13  | 14  | 17  | 20  | 21  | 24  | 24  | 25  | 28  | 31  | 32  | 35  | 35  | 38  | 41  | 44  | 45  | 48  | 48  | 48  | 48  | 49  | 50  | 51  | 54  | 57  |
| Basilea         | 3  | 6  | 9  | 9  | 9  | 10 | 13 | 14 | 15 | 18  | 19  | 22  | 25  | 26  | 26  | 29  | 32  | 32  | 35  | 38  | 41  | 44  | 47  | 50  | 53  | 56  | 57  | 58  | 59  | 62  | 62  | 65  | 66  | 69  | 70  | 73  |
| Lucerna         | 3  | 4  | 7  | 7  | 10 | 13 | 14 | 17 | 18 | 21  | 24  | 24  | 24  | 25  | 28  | 29  | 32  | 33  | 33  | 36  | 36  | 36  | 37  | 40  | 40  | 41  | 41  | 41  | 41  | 44  | 44  | 45  | 45  | 48  | 48  | 48  |
| Sion            | 3  | 3  | 4  | 7  | 8  | 9  | 12 | 15 | 15 | 16  | 17  | 18  | 21  | 21  | 21  | 21  | 24  | 27  | 27  | 30  | 30  | 33  | 36  | 36  | 39  | 39  | 42  | 42  | 43  | 46  | 49  | 49  | 52  | 53  | 53  | 54  |
| San Gallo       | 0  | 3  | 3  | 3  | 3  | 4  | 4  | 7  | 7  | 7   | 10  | 10  | 13  | 13  | 16  | 16  | 16  | 17  | 17  | 17  | 17  | 17  | 17  | 17  | 20  | 21  | 22  | 23  | 26  | 26  | 26  | 27  | 30  | 30  | 31  | 31  |
| Thun            | 1  | 4  | 5  | 8  | 9  | 10 | 11 | 11 | 12 | 13  | 13  | 14  | 14  | 17  | 20  | 21  | 22  | 23  | 23  | 24  | 25  | 28  | 29  | 32  | 32  | 32  | 33  | 34  | 37  | 37  | 40  | 43  | 46  | 46  | 49  | 49  |
| Zurigo          | 0  | 3  | 4  | 7  | 8  | 8  | 11 | 14 | 15 | 15  | 18  | 19  | 22  | 25  | 26  | 29  | 30  | 31  | 34  | 34  | 37  | 40  | 40  | 43  | 46  | 49  | 52  | 55  | 58  | 61  | 64  | 65  | 66  | 66  | 69  | 72  |
| Grasshoppers    | 1  | 1  | 2  | 2  | 5  | 5  | 6  | 6  | 7  | 8   | 8   | 9   | 9   | 12  | 12  | 12  | 12  | 15  | 18  | 19  | 20  | 20  | 23  | 23  | 23  | 24  | 24  | 25  | 25  | 28  | 31  | 34  | 35  | 38  | 41  | 41  |
| Neuchatel Xamax | 1  | 1  | 1  | 1  | 4  | 4  | 4  | 4  | 7  | 8   | 11  | 14  | 14  | 14  | 15  | 15  | 18  | 18  | 21  | 21  | 22  | 22  | 22  | 22  | 22  | 22  | 23  | 26  | 27  | 27  | 30  | 30  | 30  | 31  | 31  | 32  |

#### Classifiche di rendimento

##### Rendimento andata-ritorno
| Andata          | Andata | Ritorno         | Ritorno |
|                 |        |                 |         |
| Lucerna         | 33     | Zurigo          | 41      |
| Basilea         | 32     | Basilea         | 41      |
| Zurigo          | 31     | Young Boys      | 32      |
| Sion            | 27     | Sion            | 27      |
| Young Boys      | 25     | Grasshoppers    | 26      |
| Thun            | 23     | Thun            | 26      |
| Bellinzona      | 19     | Lucerna         | 15      |
| Neuchatel Xamax | 18     | Neuchatel Xamax | 14      |
| San Gallo       | 17     | San Gallo       | 14      |
| Grasshoppers    | 15     | Bellinzona      | 13      |

##### Rendimento casa-trasferta
| Casa            | Casa | Trasferta       | Trasferta |
|                 |      |                 |           |
| Basilea         | 42   | Zurigo          | 33        |
| Zurigo          | 39   | Basilea         | 31        |
| Young Boys      | 32   | Thun            | 26        |
| Sion            | 31   | Young Boys      | 25        |
| Lucerna         | 29   | Sion            | 23        |
| Grasshoppers    | 25   | Lucerna         | 19        |
| Thun            | 23   | San Gallo       | 18        |
| Bellinzona      | 18   | Neuchatel Xamax | 17        |
| Neuchatel Xamax | 15   | Grasshoppers    | 16        |
| San Gallo       | 13   | Bellinzona      | 14        |

#### Primati stagionali
Squadre
- Maggior numero di vittorie: Zurigo, Basilea (21)
- Maggior numero di pareggi: Thun (16)
- Maggior numero di sconfitte: San Gallo (21)
- Minor numero di vittorie: Bellinzona (7)
- Minor numero di pareggi: San Gallo (7)
- Minor numero di sconfitte: Basilea (5)
- Miglior attacco: Basilea (76 gol fatti)
- Peggior attacco: San Gallo (34 gol fatti)
- Miglior difesa: Sion (36 gol subiti)
- Peggior difesa: Bellinzona (75 gol subiti)
- Miglior differenza reti: Basilea (+32)
- Peggior differenza reti: Bellinzona, San Gallo (-33)
- Miglior serie positiva: Basilea (12, 19ª-30ª)
- Peggior serie negativa: San Gallo (6, 19ª-24ª)
- Maggior numero di vittorie consecutive: Basilea (8, 19ª-26ª) , Zurigo (8, 24ª-31ª)

Partite
- Più gol (8):

Lucerna-Bellinzona 6-2, 12 settembre 2010
- Maggior scarto di gol (5): Zurigo-Bellinzona 5-0
- Maggior numero di reti in una giornata: 22 gol nella 33ª giornata
- Minor numero di reti in una giornata: 9 gol nella 21ª giornata
- Maggior numero di espulsioni in una giornata: 4 in 3ª giornata, 31ª giornata

### Individuali

#### Classifica marcatori
| Gol | Rigori |  | Giocatore               | Squadra                  |
| --- | ------ |  | ----------------------- | ------------------------ |
| 27  | 2      |  | Alexander Frei          | Basilea                  |
| 16  | 0      |  | Henri Bienvenu          | Young Boys               |
| 14  | 2      |  | Mauro Lustrinelli       | Bellinzona               |
| 12  | 2      |  | Hakan Yakın             | Lucerna                  |
| 11  | 0      |  | Marco Streller          | Basilea                  |
| 10  | 0      |  | Alexandre Alphonse      | Zurigo                   |
| 10  | 0      |  | Admir Mehmedi           | Zurigo                   |
| 10  | 0      |  | Nelson Ferreira         | Lucerna                  |
| 10  | 0      |  | Giovanni Sio            | Sion                     |
| 9   | 0      |  | Amine Chermiti          | Zurigo                   |
| 9   | 0      |  | Innocent Emeghara       | Grasshoppers             |
| 9   | 0      |  | Emmanuel Mayuka         | Young Boys               |
| 9   | 3      |  | Ezequiel Óscar Scarione | San Gallo, Thun          |
| 8   | 0      |  | Federico Almerares      | Basilea, Neuchatel Xamax |
| 8   | 3      |  | Dragan Mrđa             | Sion                     |
| 8   | 0      |  | Nick Proschwitz         | Thun                     |
| 8   | 0      |  | Vincenzo Rennella       | Grasshoppers             |

#### Media spettatori
| Club            | Pos. | Media  | Totale  | Abbonamenti |
| --------------- | ---- | ------ | ------- | ----------- |
| Basilea         | 1    | 29 044 | 522 785 |             |
| Young Boys      | 2    | 21 500 | 386 993 |             |
| San Gallo       | 3    | 12 762 | 229 708 |             |
| Zurigo          | 4    | 11 750 | 211 500 |             |
| Sion            | 5    | 10 550 | 189 900 |             |
| Lucerna         | 6    | 7 950  | 143 092 |             |
| Grasshoppers    | 7    | 6 789  | 122 200 |             |
| Neuchatel Xamax | 8    | 5 146  | 92 634  |             |
| Thun            | 9    | 4 792  | 86 256  |             |
| Bellinzona      | 10   | 3 338  | 60 091  |             |

#### Arbitri
- Massimo Busacca (20)
- Stéphan Studer (19)
- Nikolaj Hänni (16)
- Jérôme Laperrière (16)
- Alain Bieri (15)
- Daniel Wermelinger (15)
- Cyril Zimmermann (12)
- Claudio Circhetta (8)
- Patrick Graf (8)
- Stephan Klossner (8)
- Damien Carrell (7)

- Ludovic Gremaud (7)
- Bruno Grossen (7)
- Adrien Jaccottet (7)
- Sascha Kever (6)
- Carlo Bertolini (5)
- Bernhard Brugger (1)
- Dietmar Drabek (1)
- Gerhard Grobelnik (1)
- Thomas Prammer (1)